# Клеопатра и Цезарь (картина)
«Клеопатра и Цезарь» (фр. Cléopâtre et César, также «Клеопатра перед Цезарем» — фр. Cléopâtre devant César) — картина французского художника Жана-Леона Жерома, написанная им в 1866 году.

## Контекст

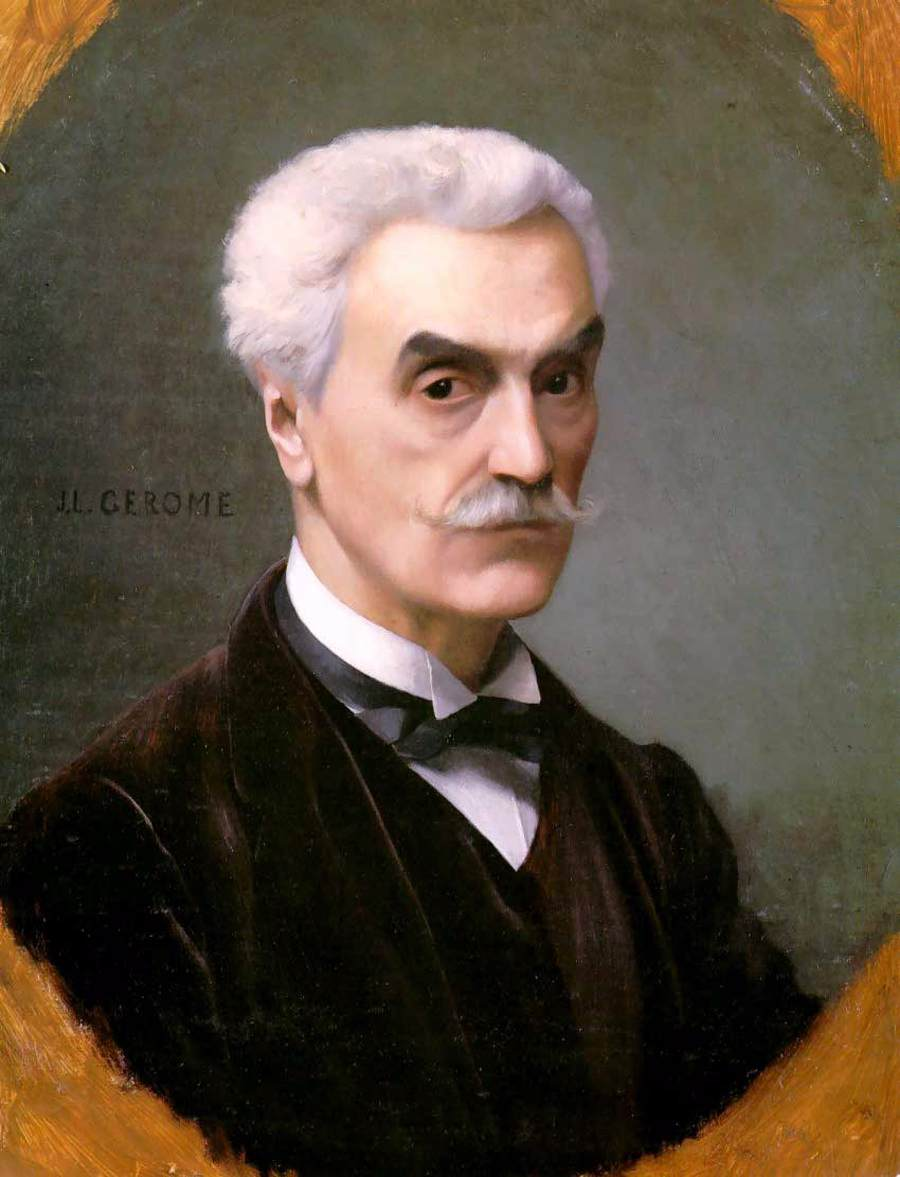
Жан-Леон Жером. Автопортрет, 1886 год

Французский живописец и скульптор Жан-Леон Жером (1824—1904) много путешествовал по всему Ближнему Востоку, в частности несколько раз бывал в Египте, будучи лидером академического художественного движения XIX века, специализировавшимся на ориенталистской и исторической живописи. В период, ставший известным концом неоклассицизма и ростом импрессионизма, Жером, пользовавшийся популярностью у французской аристократии, продолжал писать картины в реалистичном стиле с фотографической точностью. Он стал известен изображением обнажённых рабынь, сцен в гаремах, быта простонародья и целого ряда других образов, олицетворявших стереотипы Востока в качестве смеси чувственности, упадка и жестокости.

## Создание и судьба
В декабре 1860 года французский писатель Проспер Мериме в письме Жану-Леону Жерому впервые предложил ему создать произведение на тему отношений Клеопатры и Цезаря. За основу картины Жером взял сцену их встречи, описанную в сочинении «Сравнительные жизнеописания» греческого историка Плутарха (46—127), написанном больше чем через столетие после этого события. По данным историка Джорджа Уайтинга из Университета Райса, когда в 1857 году Жером посетил Египет, «он приобрёл многочисленные предметы местного колорита и точные детали», впоследствии помогшие ему в работе над картиной. Заказчиком картины выступила богатая куртизанка Паива, намеревавшаяся разместить её в своём особняке на Елисейских полях.

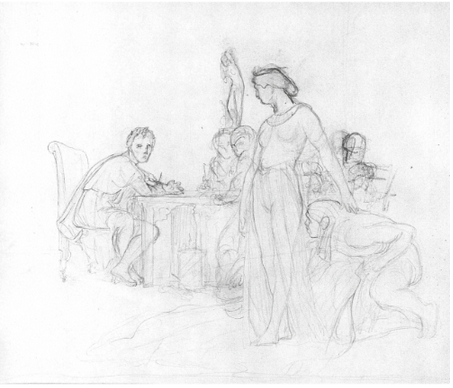
Карандашный набросок Жерома (1865—1866 гг.)

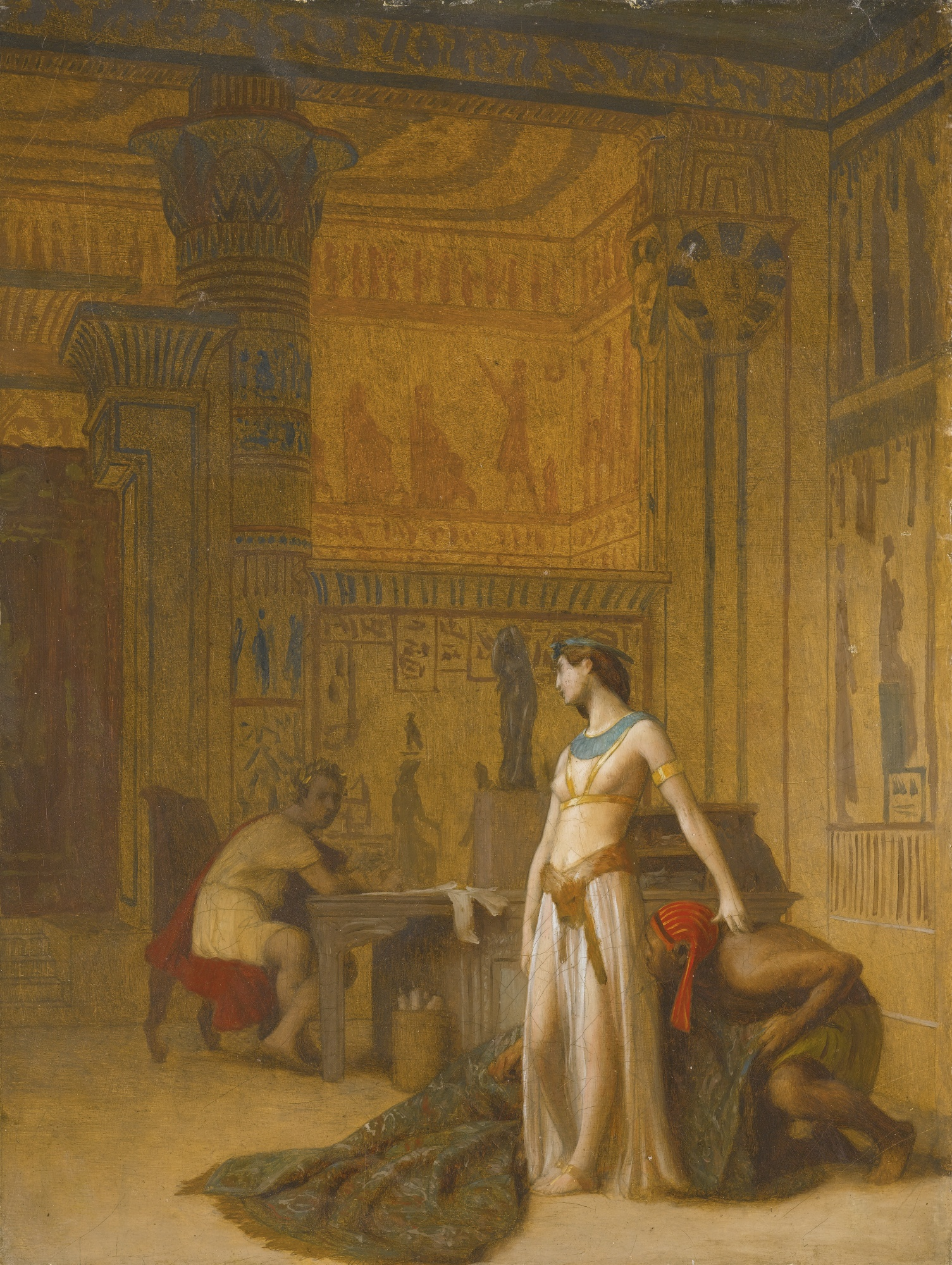
Одна из двух альтернативных версий картины (1866 г.)

Жером сделал по крайней мере две предварительные работы маслом и ряд набросков в рамках подготовки к написанию основной картины. В одном случае Клеопатра лежала на земле, простираясь по направлению к Цезарю рядом со стоящим на корточках Аполлодором. В другом варианте, выполненным перед окончательной версией, Цезарь наблюдал за Клеопатрой, положив руки на стол. На картине, завершенной в 1866 году, Жером изменил положение Клеопатры, поставив её с наклонившимся у ног Аполлодором перед Цезарем, рядом с которым сидят четыре секретаря. Продолжая традиции каламбуров в своих картинах, Жером на пряжке ремня Клеопатры изобразил голову льва, намекая на своё имя и собственное чувство сексуальной привлекательности, а также на склонности мадам де Паивы. Фигуры были изображены примерно в половину натуральной величины, при размере картины 183 × 129,5 см. Фоном встречи Жером выбрал здание храма в Дейр эль-Медине, взяв его изображение из издания «Описание Египта» (1809—1829). По данным американского искусствоведа Эрла Шинна, первоначально работа была написана маслом на шёлке для того, что «уменьшить или увеличить транспарентность на полпути к длинному салону» в особняке Паивы. Однако Паиве не понравилась готовая картина, и она вернула её Жерому из-за слишком высокой цены. После этого он переделал картину, подложив под полотно ещё один холст для прочности.
После отказа Паивы картина была приобретена Адольфом Гупилем (1806—1893), ведущим художественным дилером XIX века во Франции и главой компании «Goupil & Cie». Жером впервые встретился с Гупилем в 1859 году, и в 1863 году женился на его дочери Мари. «Клеопатра и Цезарь» была одной из трёх работ Жерома, представленных на Парижском салоне 1866 года и выставлялась в Королевской академии художеств в 1871 году под названием «Клеопатра принесена Цезарю в ковре» (фр. Cléopâtre apportée à César dans un tapis). К тому времени, картина также известная под названием «Клеопатра перед Цезарем» (фр. Cléopâtre devant César), стала уже всемирно известной. К 1881 году работа находилась в оформленной Альбертом Хертлером картинной галерее банкира и филантропа Дариуса Огдена Миллса в Милбрее, близ Сан-Франциско (штат Калифорния, США). В настоящее время картина «Клеопатра и Цезарь» находится в частной коллекции в США.
В ноябре 2012 года один из набросков Жерома был выставлен на аукцион «Sotheby's» за 50 тысяч фунтов стерлингов.

## Описание
Картина изображает события 48 года до н. э. 22-летняя египетская царица Клеопатра, находящаяся в состоянии гражданской войны со своим младшим братом и соправителем Птолемеем XIII, предстала перед взором римского полководца Юлия Цезаря, который с помощью военной силы захватил её бывший дворец. Слуга Аполлодор Сицилийский, пройдя мимо римской стражи, тайно пронёс Клеопатру внутри ковра во дворец к Цезарю. Она стоит в почти невесомой одежде с массивными золотыми украшениями на самом краю ковра и смотрит прямо на Цезаря, будто пытаясь его покорить. Лысеющий полководец сидит за столом рядом с четырьмя своими секретарями, почти исчезая в тени. Цезарь в изумлении поднял руки, в чём можно разглядеть его намерение взять данную ситуацию под свой контроль. Представленный нубийцем Аполлодор стоит на корточках в рабской позе, преклоняясь перед красотой госпожи, олицетворением чего стал контраст между его смуглой кожей и королевской белизной царицы. Клеопатра изображена сильной и соблазнительной, благодаря чему вскоре она сделала Цезаря своим любовником и союзником.

## Восприятие
В проекте «The American Egyptomania» Университета Джорджа Мейсона картина описывается как классический пример египтомании, содержащий «секс, рабство, наготу, и декаданс». Исследователь Люси Хупер назвала её сходной с более ранней работой Жерома «Фрина перед Ареопагом» (1861). Картина стала одним из двух популярных изображений Клеопатры XIX века вместе с работой Эжена Делакруа «Клеопатра и крестьянин» (1838).

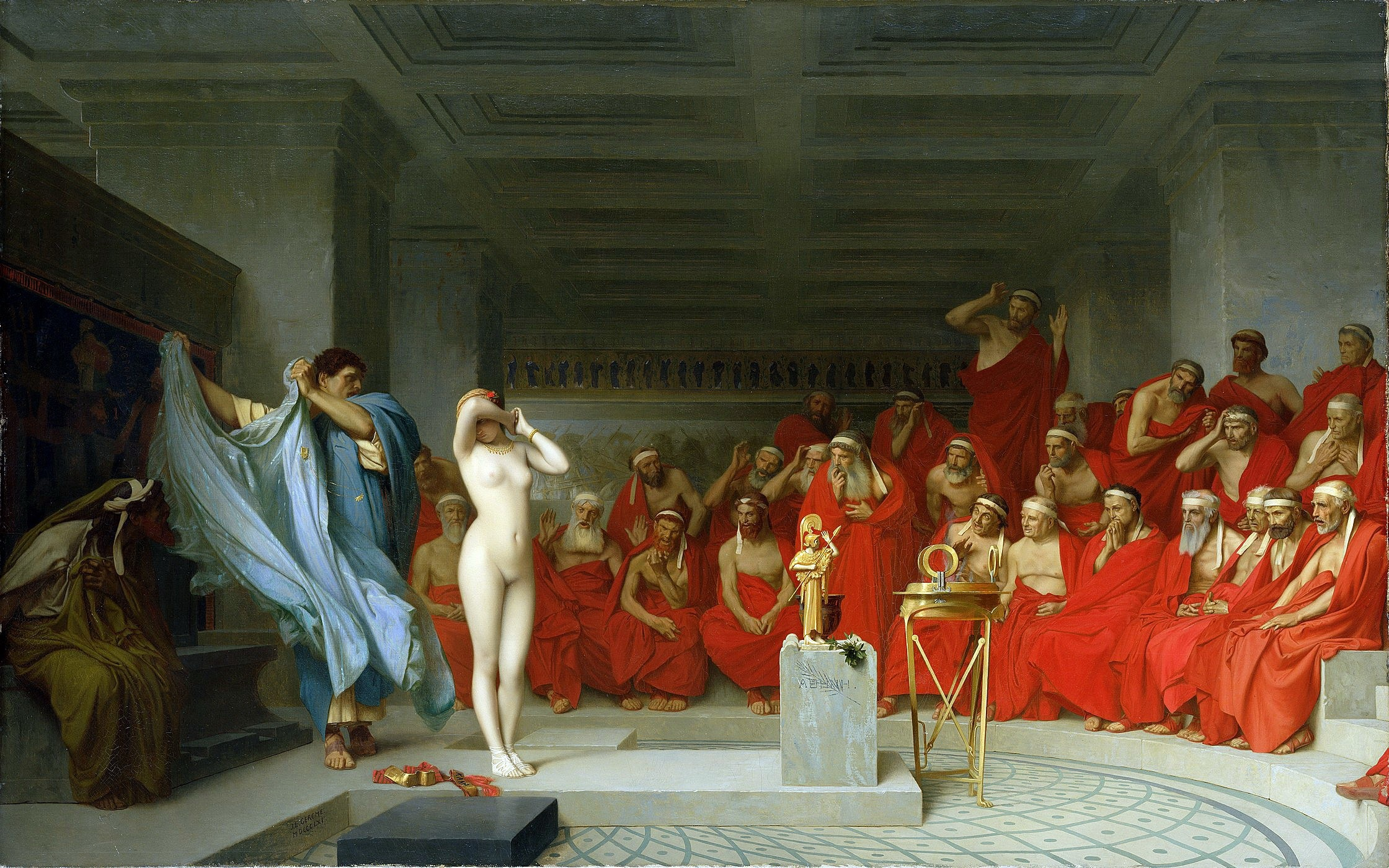
«Фрина перед Ареопагом» (1861), Жан-Леон Жером
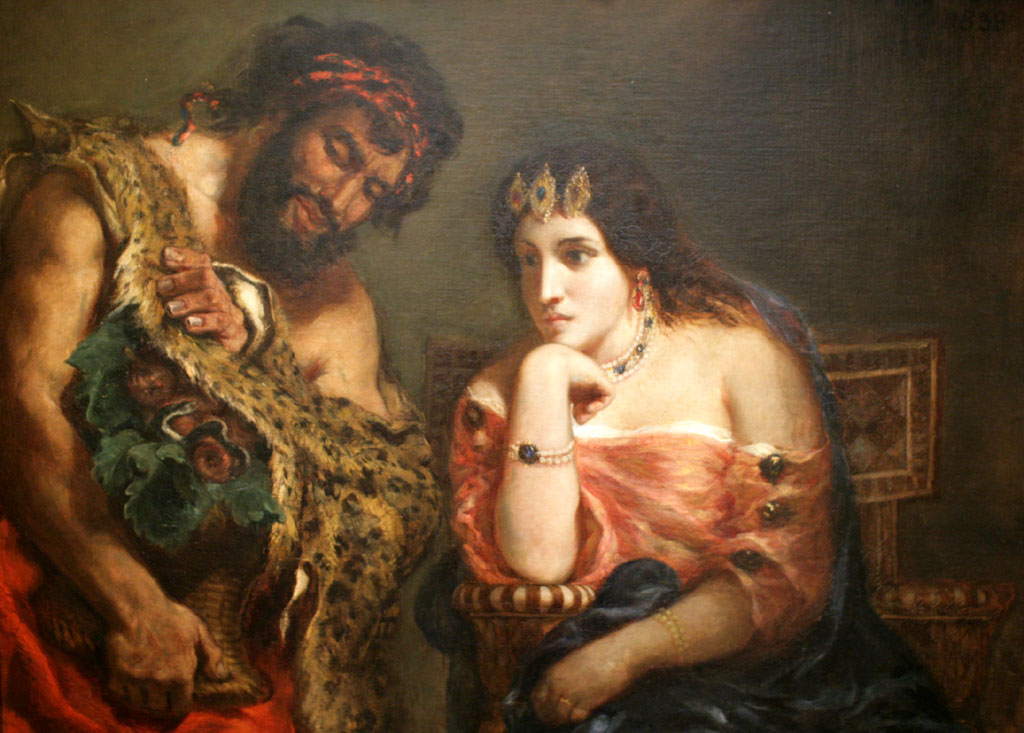
«Клеопатра и крестьянин» (1838), Эжен Делакруа

Профессиональные отношения Жерома и Гупиля позволили его картине стать объектом массового производства в виде гравюр и фотографий, распространяемых среди все возрастающего количества людей и повлиявших на культуру Великобритании и США. Картина стала вдохновением для деятелей изобразительного искусства, театра и кино, в частности Голливуда. Её влияние прослеживается в идее и композиции работы «Мечта Суламифь» (1934) американского художника Р. Х. Ива Геммелла. Уайтинг утверждает, что работа Жерома повлияла на пьесу «Цезарь и Клеопатра» (1898) ирландского драматурга Джорджа Бернарда Шоу, в частности на сцену с ковром в III акте. Многие из картин Жерома оказали влияние на сцены кино, изображающие древнюю историю.

## Историческая неточность
В переводе произведения «Сравнительные жизнеописания» Плутарха, выполненном Джоном Лэнгборном и его братом Уильямом, опубликованном в 1770 году, при описании материала, с помощью которого Клеопатра проникла во дворец, впервые было использовано слово «ковёр» в значении «ткань из плотного материала». В то же время, Плутарх писал о том, что ныне известно как вещевой мешок, однако семантическое изменение употребления слова наделило легенду о скрывающейся в ковре Клеопатре другим смыслом, исторически неточным, но ставшим популярным в современной культуре во многом благодаря Жерому.